# Ange Hyacinthe Maxence de Damas
Ange Hyacinthe Maxence de Damas de Cormaillon, in russo: Maxim Ivanovich de Damas (Parigi, 30 settembre 1785 – Parigi, 6 maggio 1862), è stato un generale, politico, nobile e diplomatico francese.

## Biografia

### I primi anni
Dopo la morte di suo padre Charles durante l'invasione di Quiberon nel 1795, Maxence de Damas, che per parte di madre era discendente dall'eroe irlandese generale Patrick Sarsfield, si portò al seguito di suo zio Armand-Emmanuel de Vignerot du Plessis, duca di Richelieu, che lo presentò allo zar Paolo I di Russia che lo fece entrare nella scuola di cadetti di San Pietroburgo.
Divenne un militare di carriera durante il regno dello zar Alessandro I di Russia. Prese parte alle campagne europee contro Napoleone ed entrò con gli alleati a Parigi dopo l'occupazione. Su richiesta di Luigi XVIII di Francia, entrò a far parte dell'esercito francese dove iniziò una nuova carriera.

### La carriera

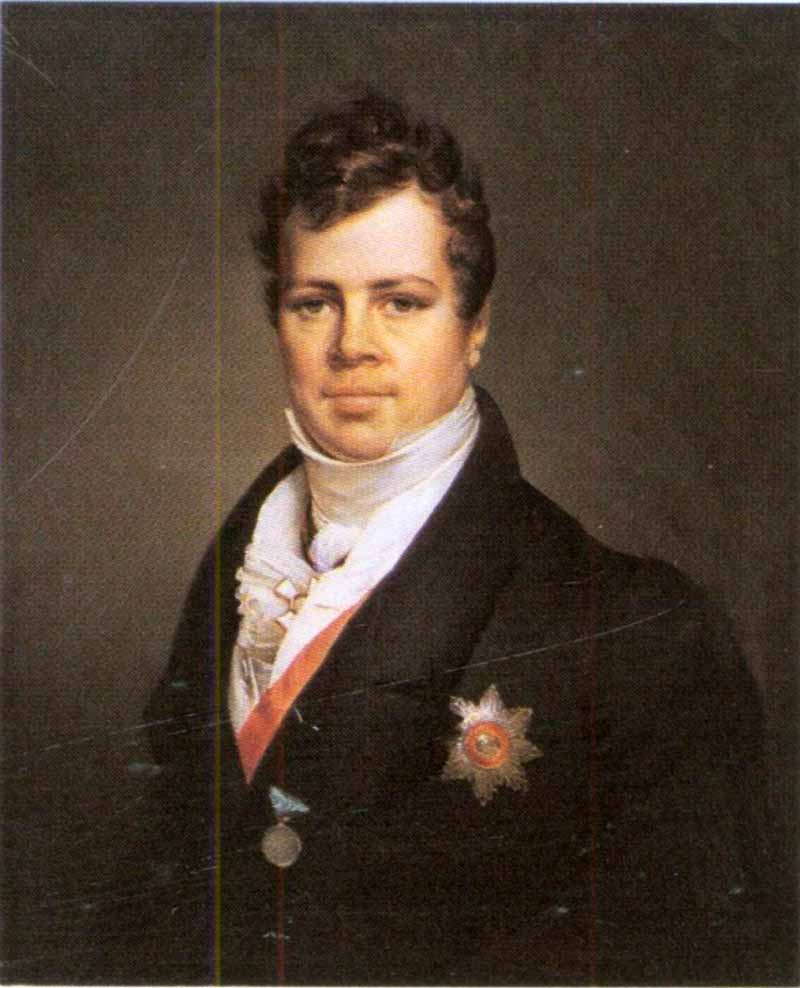
Il barone de Damas come ministro in un ritratto di Charles de Steuben (anni '20 dell'Ottocento).

Nominato generale di divisione nel 1815, ottenne il comando dell'8ª divisione di Marsiglia. Una volta pacificato il sud della Francia, ottenne il comando della 9ª divisione impegnata in Spagna, ottenendo la resa di Figuières. Fu nominato pari di Francia nel 1823.
Divenne ministro della guerra nel 1823, e nel 1824 il re gli chiese di rimpiazzare François-René de Chateaubriand come ministro degli affari esteri. Riuscì a risolvere la crisi tra Spagna e Portogallo e quella tra Grecia ed Impero ottomano, e fece organizzare alcune spedizioni archeologiche lungo il fiume Eufrate, presso l'antica città di Ur e presso Khorsabad. Negoziò con Santo Domingo per ottenere delle compensazioni alla Francia.
Dal 1828 fu tutore del duca di Bordeaux (futuro "Enrico V" per i realisti). Dopo la rivoluzione di luglio (1830), accompagnò il Delfino e Carlo X in esilio.
Il barone de Damas tornò in Francia nel 1833 e si ritirò nella sua residenza nel castello di Hautefort. Si dedicò quindi ad opere sociali, gestendo l'ospizio di Hautefort, creando un primo servizio di "sicurezza sociale", promovendo l'agricoltura attraverso l'introduzione del prestito d'onore e dedicandosi alla scrittura delle sue memorie.

## Matrimonio e figli
Ange Hyacinthe Maxence de Damas sposò a Parigi, il 7 giugno 1818, Charlotte Laure de Hautefort (1799-1847), figlia di Amédée Louis Frédéric, conte di Hautefort e di Julie Alix de Choiseul-Praslin, ottenendo in dote il castello di Sainte-Suzanne (Mayenne) dal 10 maggio 1822; il castello fu poi venduto il 30 dicembre 1855. Da questo matrimonio si ebbe la seguente discendenza:
- Charles Gabriel Godefroy (1819 - 1845), sacerdote;
- Pierre Marie Edmond (1820 - 1875), sposò nel 1844 Blanche Charlotte Catherine Alexandrine de Bessou (1825-1880);
- Amédée Jean Marie Paul (1821 - 1903), gesuita, nominato da Napoleone III elemosiniere per la campagna di Crimea;
- Maxence (1822 - 1887), sposò nel 1850 Armandine de La Panouse; in seconde nozze nel 1863 sposò Isabelle Deborah Young, e fu senza eredi;
- Alix Laurence Marie (1824 - 1879), sposò nel 1863 Louis Pierre Casimir de Blacas, II duca di Blacas (1815-1866);
- Paul Marie (1826 - 1900), sposò nel 1850 Victoire Marie Mathilde Le Clerc de Juigné, e  fu senza eredi;
- Charles Marie Michel (1827 - 1898), gesuita;
- Alberic Marie (1828-1860), ufficiale d'esercito, morto in Cina durante la campagna di Tonkino;
- Henri Louis Marie (1830 - 1838);
- Marie Thérèse Philomène (1834 - 1903), storica, autrice di una genealogia della casata dei conti di Hautefort, sposò nel 1859 Charles Paul Amédée, marchese di Cumont e fu senza eredi[1].

## Araldica
| Stemma | Descrizione                                              | Blasonatura                                            |
| \| \|  | Ange Hyacinthe Maxence de Damas Barone e pari di Francia | [...] Ornamenti esteriori da barone e pari di Francia. |
|        |                                                          |                                                        |